# Pompeo Marchesi
Pompeo Marchesi (né à Saltrio près de Varèse le 7 août 1783, mort à Milan le 6 février 1858) est un sculpteur autrichien néoclassique du XIXe siècle.

## Biographie
Pompeo Marchesi suivit très jeune son père Carlo Gerolamo, un sculpteur de statues à la fabrique du Dôme de Milan, et étudia à l'Académie des beaux-arts de Brera à Milan.
En 1804, il obtint une bourse d'études pour se rendre à l'Académie des beaux-arts de Rome afin d'étudier auprès de Antonio Canova, qui lui prodigua de forts encouragements.
Il passa la majeure partie de sa vie à Milan où il fut professeur de sculpture à l'Académie des Beaux-Arts de Brera.
Il réalisa un nombre important de groupes de statues en marbre ainsi que des bustes.
Une de ses œuvres les plus célèbres est une colossale statue de saint Ambroise, patron de la ville, pour le Dôme de Milan.
Pour l'Arco della Pace (Arc commémoratif maintenant au Parco Sempione), terminé en 1838, il réalisa de nombreux bas-reliefs comprenant Terpsichore et la Venus Urania,
ainsi que les rivières Adige et Tagliamento.
Pompeo Marchesi décora la façade du Castello de douze portraits de grands capitaines italiens ainsi que celle de Palazzo Saporiti avec des bas-reliefs de style néoclassique moderne.
Une de ses compositions de groupes de statues les plus connues est celui de la Mater Dolorosa, dans l'église San Carlo in Corso à Milan, à laquelle il consacra de nombreuses années de travail.
Il réalisa aussi des nombreuses œuvres en dehors de Milan (Novare, Turin, Francfort, Vienne, Côme, Bergame).
Son frère cadet Luigi a été, lui aussi, un sculpteur renommé.
Francesco Hayez a réalisé le portrait de Pompeo Marchesi (Galleria civica d'Arte Moderna, Milan).

## Œuvres

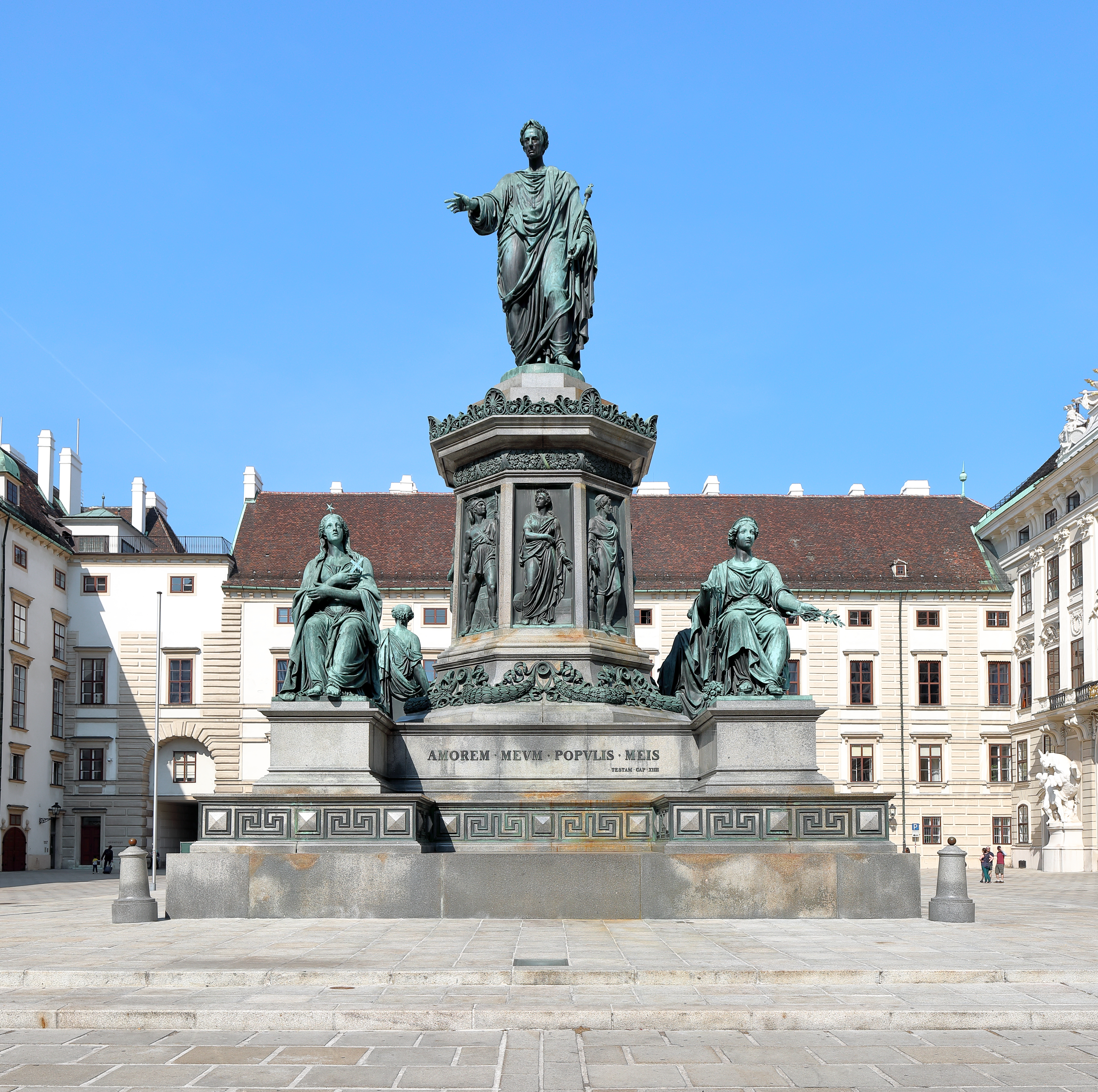
Statue de l'empereur François Ier d'Autriche, Vienne (1846)

- Statue de saint Ambroise, Dôme de Milan.
- Mater Dolorosa, église San Carlo, Milan.
- Statue de Charles-Emmanuel III, Novare.
- Statue de Emanuel Philibert de Savoie, Turin.
- Statue de Goethe assis, bibliothèque de Francfort-sur-le-Main
- Deux statues de l'empereur François Ier d'Autriche, une en collaboration avec Manfredoni, à Graz, une autre à l'Hofburg à Vienne.
- Statue d'Alessandro Volta, Côme.
- Monument pour la chanteuse Maria Malibran.
- Monument à Cesare Beccaria (1838), palazzo Brera, Milan.
- Monument à Vincenzo Bellini.
- Buste du professeur Giovanni Zuccala, Athénée, Bergame.
- Abondance, Porta Venezia, Milan.